# Prepirineus catalans
| Pirineus Prepirineus Depressió Central Petits contraforts de la Depressió Central | Serralada Transversal Serralada Prelitoral Serralada Litoral Depressió Litoral, Prelitoral i altres planes costaneres |

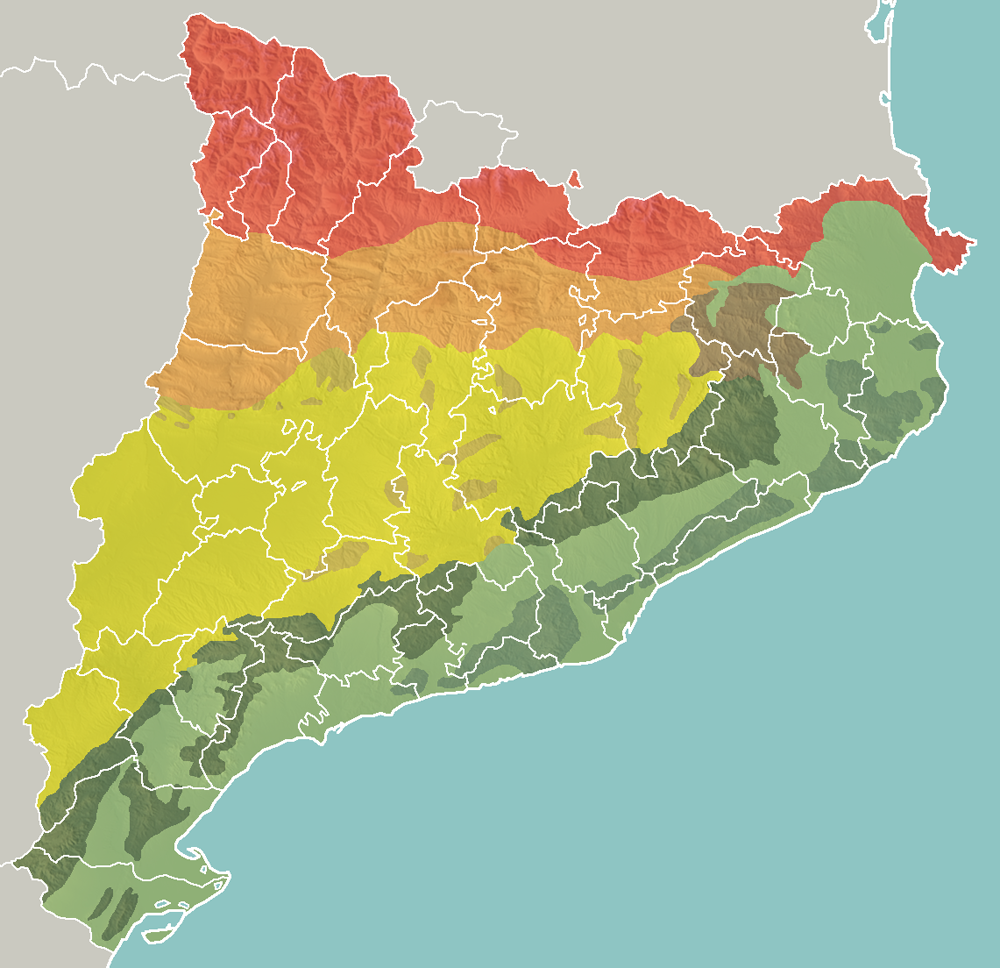
Mapa de les diverses unitats morfoestructurals de Catalunya:

Els Prepinineus catalans, habitualment reduïts a Prepirineus, és una unitat de relleu a Catalunya. És la part catalana de la zona perifèrica de la serralada pirinenca pròpiament anomenat Prepirineus: el conjunt de massissos de relleu intermedi que envolta l'eix central de cims pirinencs. La part catalana n'ocupa una àrea menor a l'extrem sud-oest, entre les serres de l'Alta Garrotxa, passant pel Cadí, el Moixeró i el Port del Comte al Ripollès, Osona i Lluçanès, el Berguedà i el Solsonès, i fins a les tres unitats del Serra del Montsec a la Noguera, el Pallars Jussà i l'Alt Urgell.

## Serres, cims, colls, rius i congosts

### Serres Principals
Serra d'Aubenç, Serra dels Bastets, Serra de Bellmunt, Cingles de Beví, Serra de Boumort, Serra de Busa, Serra del Cadí (Montsec de Tost), Serra de Camporan, Serra de les Canals (Oliana), Serra de Capsacosta, Serra Cavallera, Serra de Malforat, Serra de la Cau, Serra de Carreu, El Catllaràs, Serra de Comiols, El Port del Comte, Serra de Conivella, Serrat de la Creueta (Das), Serra d'Ensija, La Faiada de Malpàs, Serra de Falgars, Serra de Milany, Serra Mitjana (Isona i Conca Dellà), Serra de Moixeró, Serra de Monebui, Serra del Mont, Serra de Montgrony, Serra del Montsec, Montsec d'Ares, Serres d'Odèn-Port del Comte, Rasos de Peguera, Serra de Picancel, Serra de Prada, Serra de Picamill, Serra de Queralt (Berguedà), Serra de Sant Gervàs, Serra de Santa Magdalena (Vallfogona de Ripollès), Serra de Setcomelles, Serra de Sant Joan (Coll de Nargó), Serra dels Tossals, Serralada Transversal, Serra de Turp, Serra del Verd, Vall Alta de Serradell - Terreta
| - Puig de Bassegoda. - Els Cloterons. - Pic de Costa Cabirolera. - Pui de Lleràs. - Montcau (les Valls d'Aguilar). - Sant Quir. - El Vulturó (2.348 metres). | - Coll de l'Arc, (Ripollès). - Coll de la Bena, (Berguedà). - Coll de Carrera, (Garrotxa). - Port del Comte - Coll de Faja (Sales de Llierca) (Garrotxa). - La Collada (Llastarri), Pallars Jussà, terme de Tremp. | - Aigua d'Ora o Aiguadora, afluent del Cardener. - Aigua de Valls, afluent del Cardener. - Cardener, afluent del Llobregat. - Ribera Salada. - Riera de Madrona. - Riera de Merlès. - Riu del Coll de Jouet. - Riu Negre, afluent del Cardener. - Riera de Tordell. | - Congost de Collegats - Congost de Mont-rebei |

## Imatges

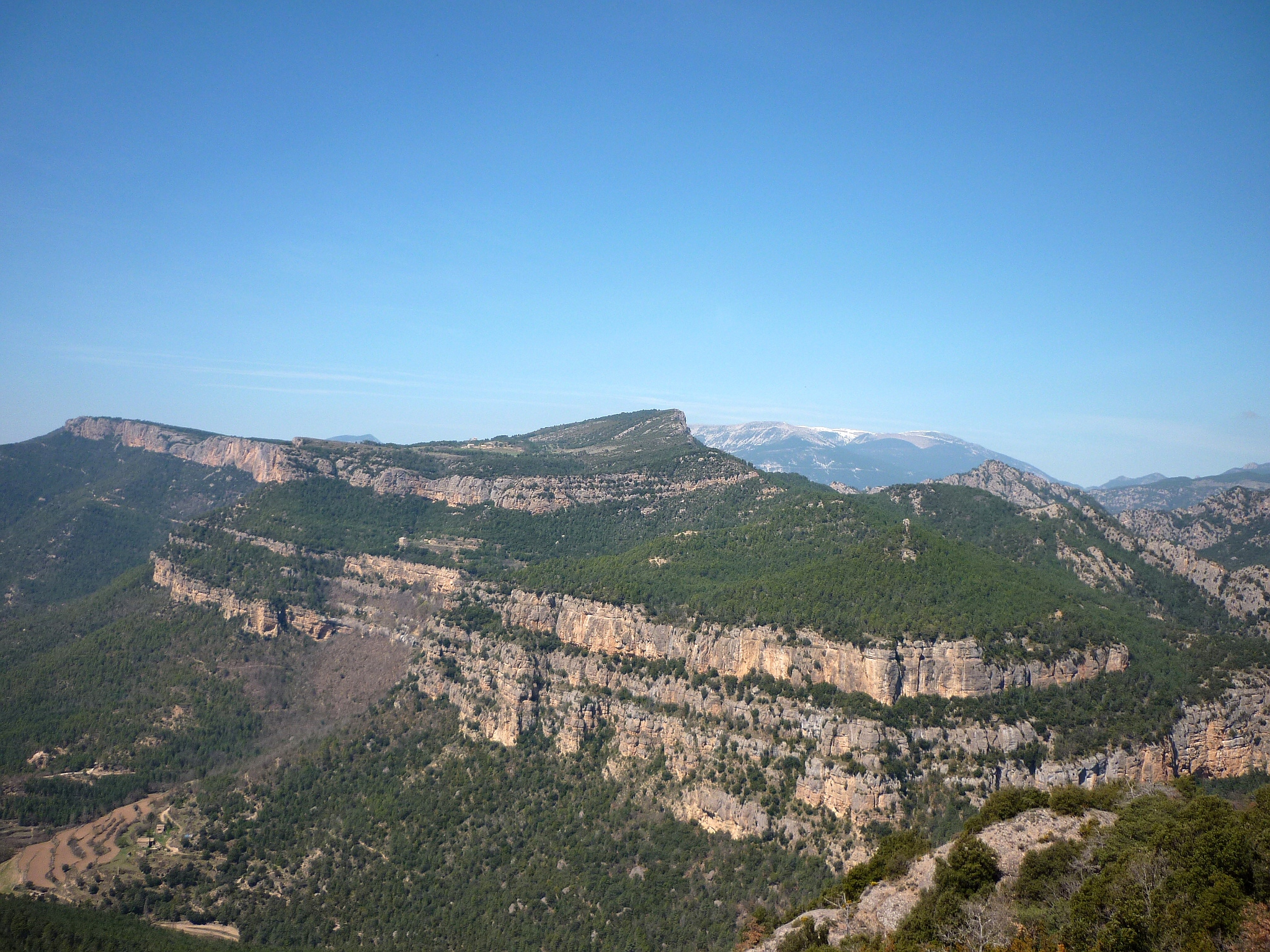
Serra de Busa
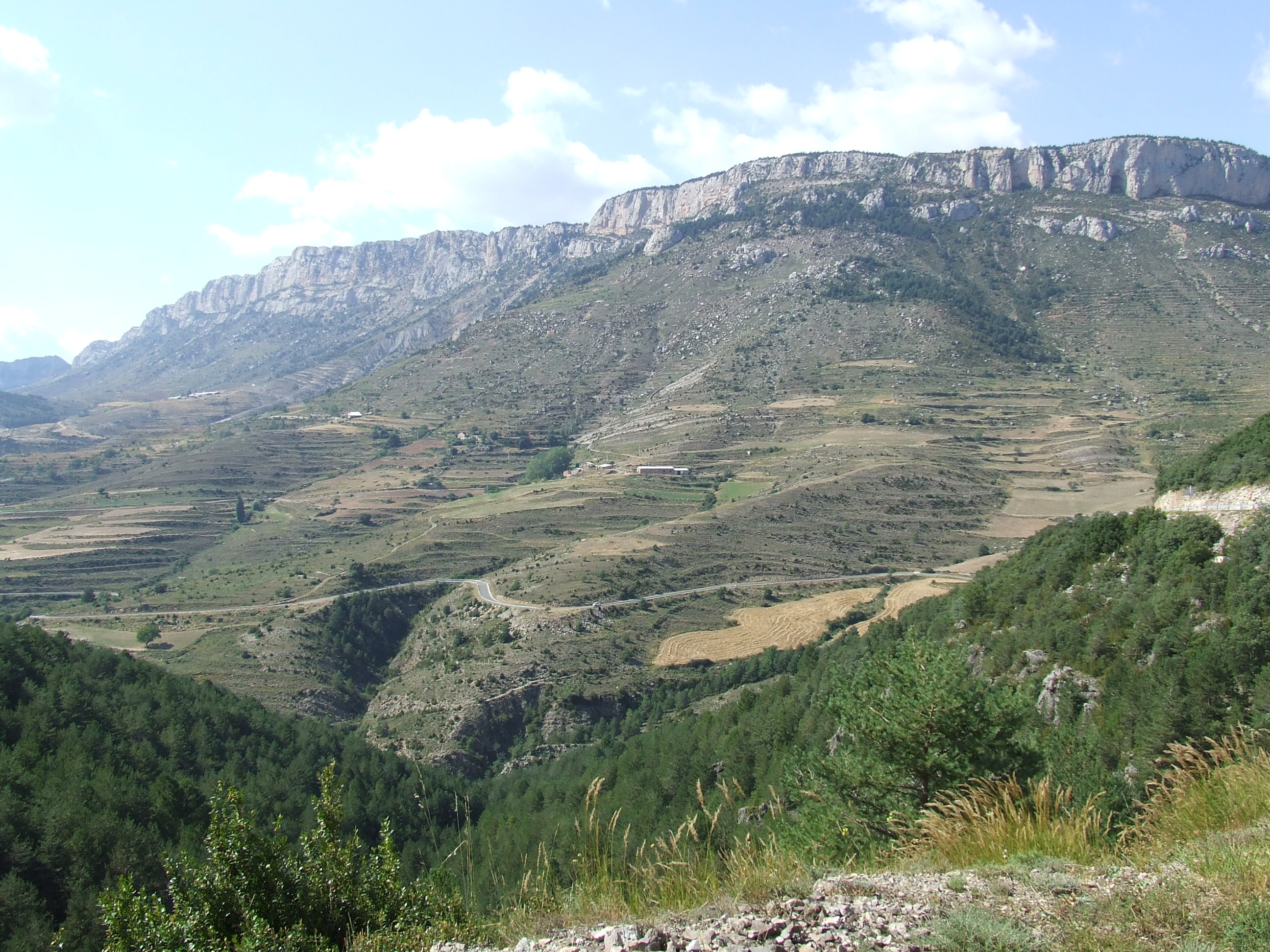
Serra de Carreu
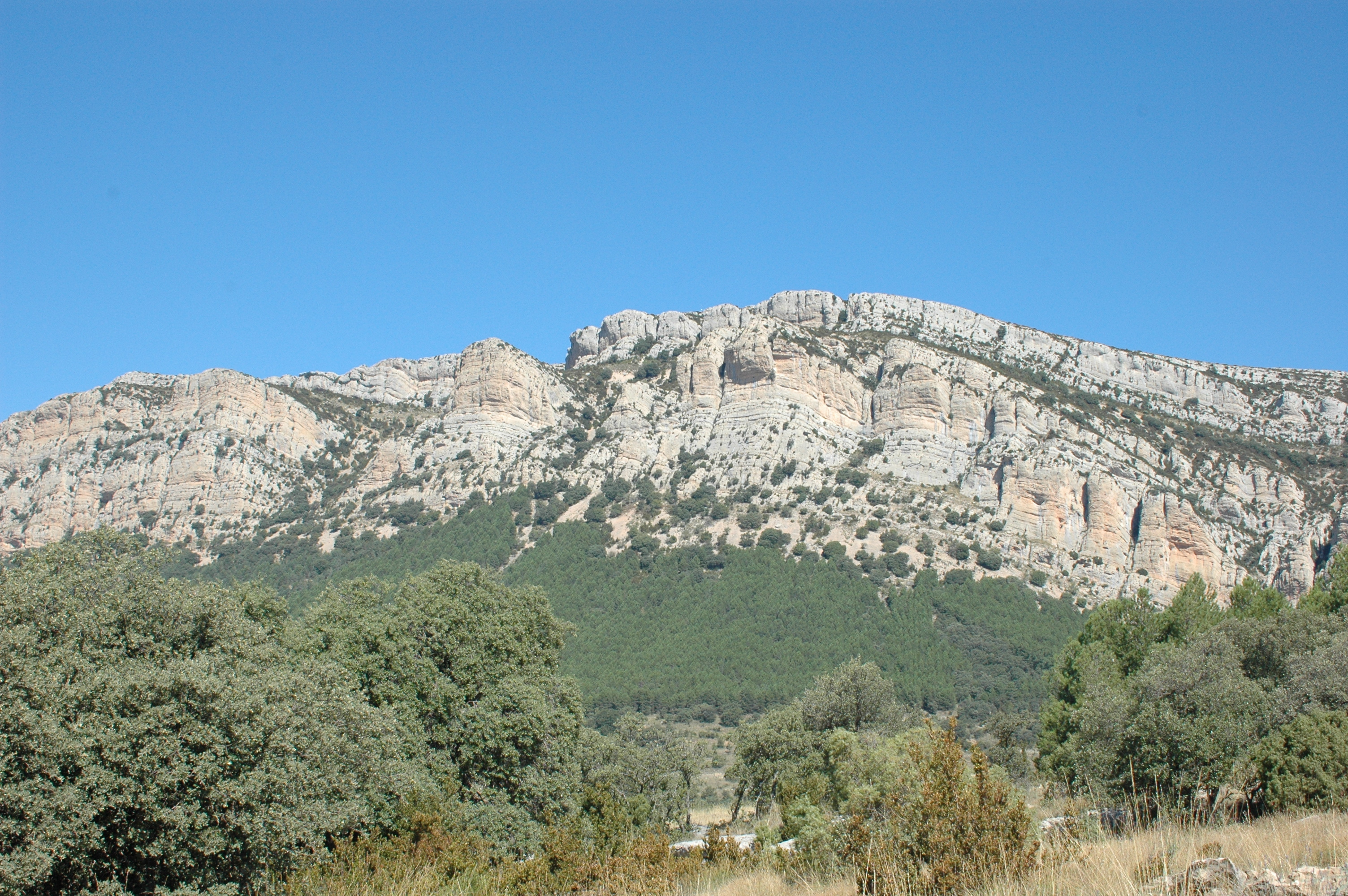
El Montsec d'Ares
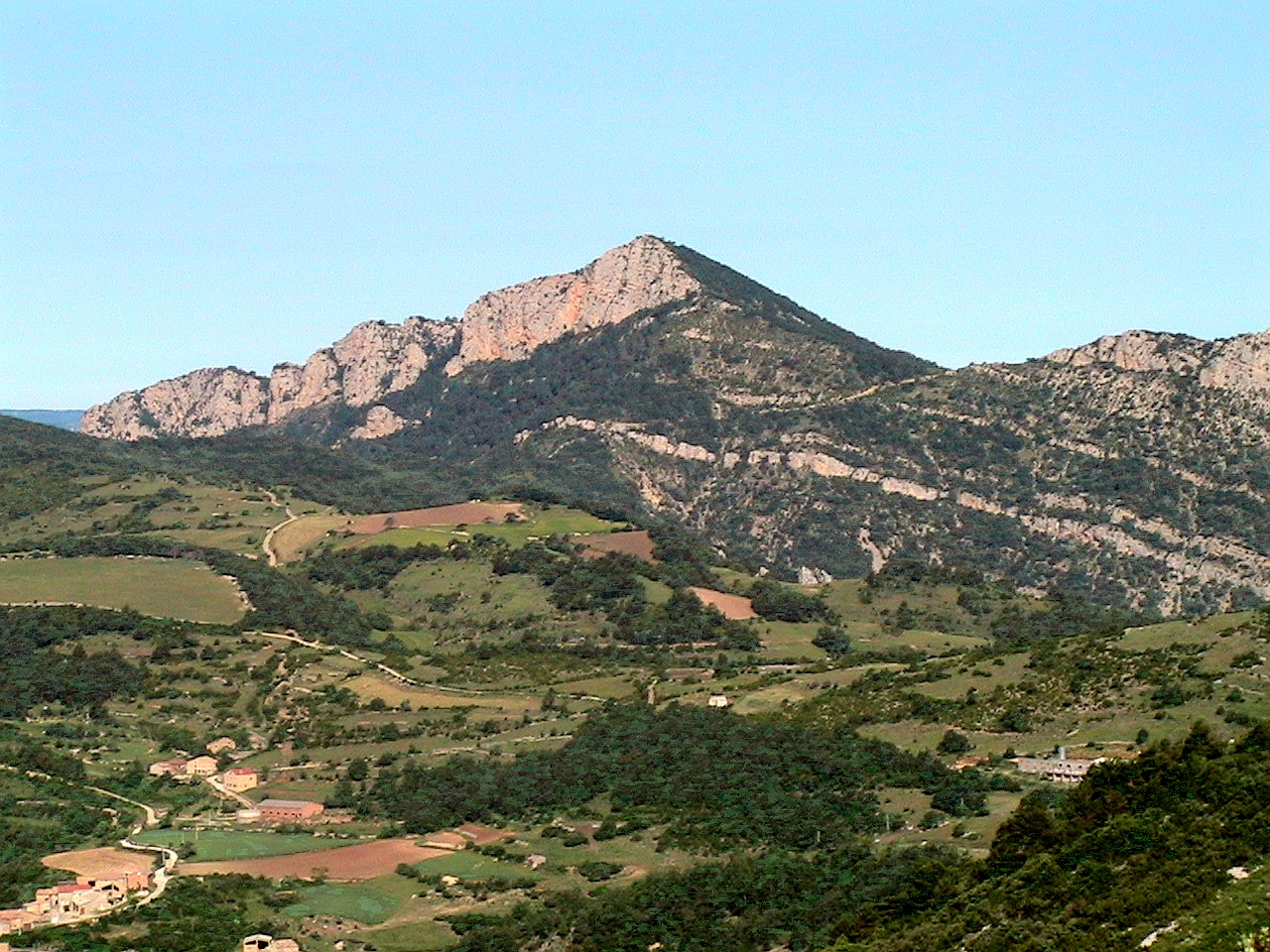
Serra de Turp
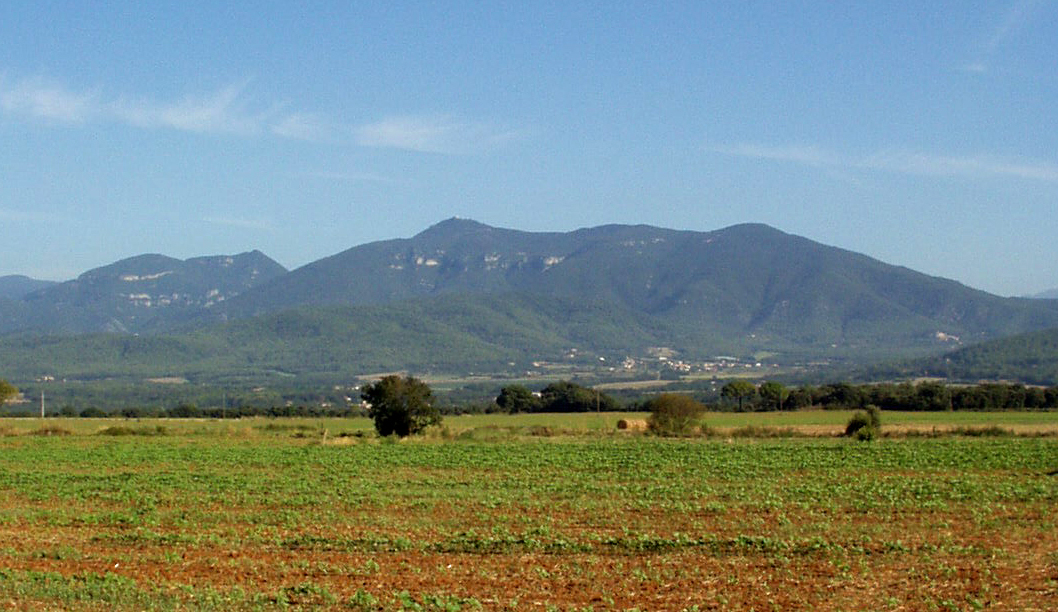
Serra del Mont
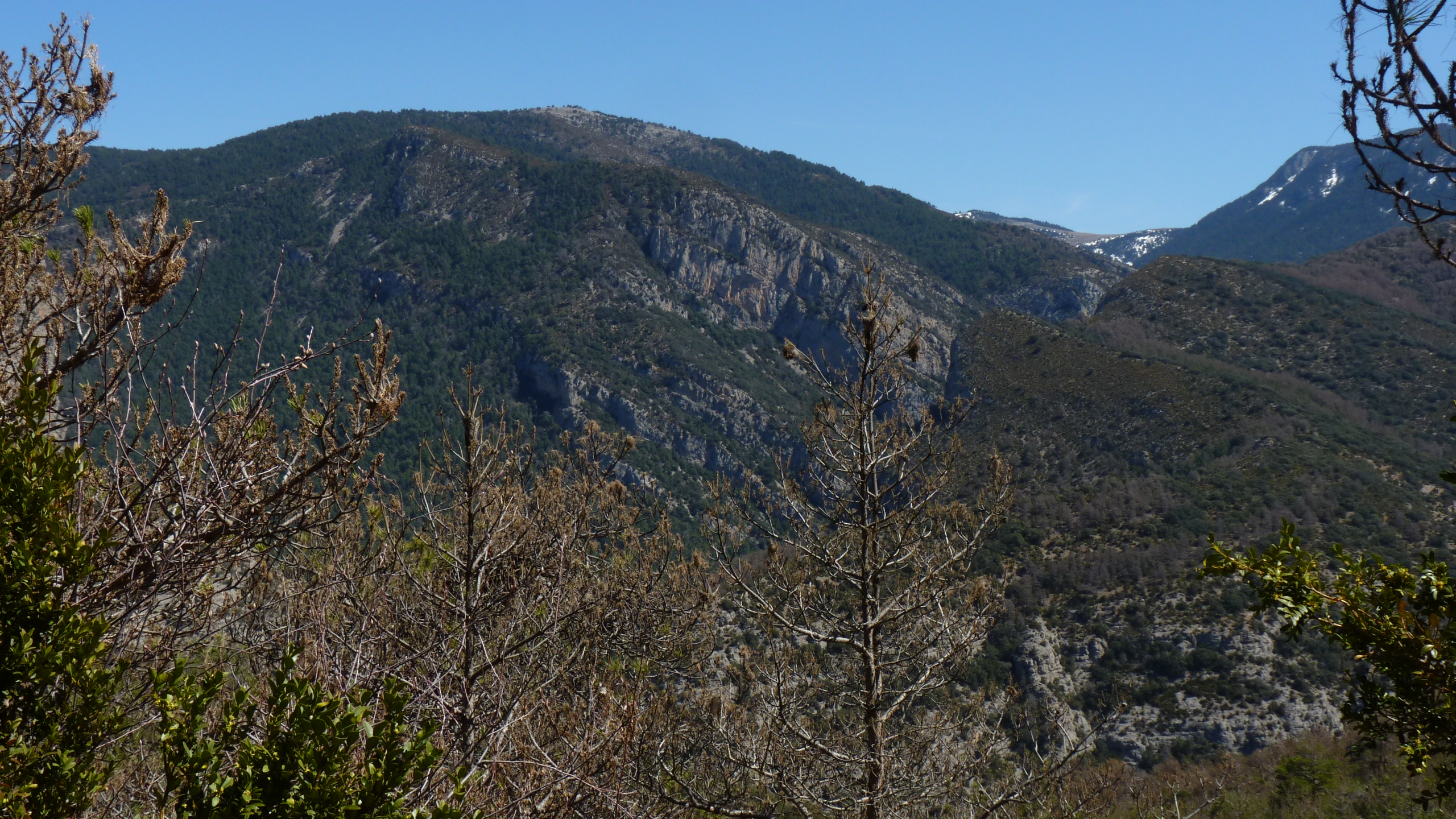
Serra de Boumort